# Greiggs
Greiggs é uma cidade a este de São Vicente, em São Vicente e as Granadinas. Está localizada a noroeste de Biabou e a nordeste de Richland Park.